# Торрази, Эмануэле
Эмануэле Торрази (итал. Emanuele Torrasi; род. 16 марта 1999, Милан, Италия) — итальянский футболист, полузащитник клуба «Милан».

## Клубная карьера
Эмануэле является воспитанником футбольной академии «Милана». В 2016 году он был переведён в «примаверу» миланцев и выступал в её составе на протяжении двух сезонов. В концовке сезона 2017/18 Эмануэле стали активно привлекать к тренировкам и матчам первой команды «россонери». Его дебют состоялся 20 мая 2018 года в матче Серии А против «Фиорентины». Эмануэле появился на поле на 85-й минуте, заменив Джакомо Бонавентуру.

## Международная карьера
Эмануэле выступал за юношеские итальянские сборные и провёл за них в общем счете четырнадцать встреч.

## Статистика
| Выступление      | Выступление      | Выступление      | Лига | Лига | Кубки | Кубки | Еврокубки | Еврокубки | Итого | Итого |
| Клуб             | Лига             | Сезон            | Игры | Голы | Игры  | Голы  | Игры      | Голы      | Игры  | Голы  |
| ---------------- | ---------------- | ---------------- | ---- | ---- | ----- | ----- | --------- | --------- | ----- | ----- |
| Милан            | Серии А          | 2017/18          | 1    | 0    | 0     | 0     | 0         | 0         | 1     | 0     |
| Всего за карьеру | Всего за карьеру | Всего за карьеру | 1    | 0    | 0     | 0     | 0         | 0         | 1     | 0     |